# Tschörtnerita
La tschörtnerita és un mineral de la classe dels silicats, que pertany al grup de les zeolites. Rep el nom en honor de Jochen Tschörtner (n. 1941) natural de Colònia (Alemanya), farmacèutic i col·leccionista de minerals, qui va descobrir l'espècie.

## Característiques
La tschörtnerita és un silicat de fórmula química Ca₄(Ca,Sr,K,Ba)₃Cu₃[Al₃Si₃O₁₂]₄(OH)₈·nH₂O. Cristal·litza en el sistema isomètric. La seva duresa a l'escala de Mohs és 4,5.
Segons la classificació de Nickel-Strunz, la tschörtnerita pertany a «09.GF - Tectosilicats amb H₂O zeolítica; altres zeolites rares» juntament amb els següents minerals: terranovaïta, gottardiïta, lovdarita, gaultita, chiavennita, tschernichita, mutinaïta, thornasita i direnzoïta.
L'exemplar que va servir per a determinar l'espècie, el que es coneix com a material tipus, es troba conservat al Institut für mineralogie de la Universitat de Bochum, a Alemanya.

## Formació i jaciments
Va ser descoberta a la pedrera Caspar, situada al volcà Bellerberg, a Mayen (Renània-Palatinat, Alemanya), sent aquesta pedrera l'únic indret de tot el planeta on ha estat descrita aquesta espècie mineral.